# Superfetazione
Il termine superfetazione deriva dal latino superfetare ("concepire di nuovo"), composto dall'avverbio super (qui con il valore di "oltre, in più") e dal verbo fetare ("fecondare"), per cui il suo reale significato è quello di una "fecondazione in più" o "fecondazione ulteriore". Così infatti la parola era intesa sia dagli autori classici sia da quelli medievali. Accanto a tale significato letterale, oggi è anche diffuso (seppur riprovato dai puristi) l'uso figurato del termine con valore di "aggiunta superflua".

## Il significato letterale

### Fisiologia animale e umana
In senso proprio si tratta dunque di un termine scientifico, utilizzato in particolare dalla biologia per indicare uno specifico fenomeno fisiologico per cui, nella specie umana (di rado) come in altri mammiferi (più spesso), dopo la fecondazione di un ovulo e la conseguente formazione di un feto all'interno dell'utero, si verifica eccezionalmente un altro ciclo mestruale (o ciclo estrale negli animali) e la fecondazione di un altro ovulo. Raramente questo secondo embrione raggiunge lo stadio fetale; se invece il suo sviluppo procede regolarmente, si ha una gravidanza gemellare, dizigotica, che si conclude con un parto in cui uno dei neonati si presenta prematuro o comunque meno robusto dell'altro. Può talora accadere che la seconda fecondazione avvenga durante lo stesso ciclo mestruale; in tal caso è più corretto parlare di superfecondazione.
Fra gli animali in cui si verifica la superfetazione, oltre ai casi più noti nella classe dei mammiferi (lepri, conigli selvatici, visoni, tassi), sempre in questa classe compaiono anche roditori come i topi e i ratti, specie d'allevamento come i cavalli, le pecore nonché marsupiali come i canguri e i petauri dello zucchero. Nelle altre classi di vertebrati il fenomeno si presenta tra i pesci (ad esempio i Pecilidi). La superfetazione è documentata anche nella specie umana, seppure in via eccezionale e benché molti casi siano sospetti o smentiti dalla scienza e il divario di sviluppo nei gemelli possa essere spiegato con motivazioni d'altra natura. Accettata per secoli fin dall'antichità (oltre ad Aristotele e a Ippocrate, se ne discute anche nel Talmud), poi negata recisamente dal sapere ufficiale, nondimeno la possibilità di superfetazione umana è stata dimostrata tramite inseminazione artificiale.

### Fisiologia vegetale
Talvolta, seppur più di rado, i biologi applicano il concetto di superfetazione anche alla botanica; in questo caso, però, ci si riferisce alla fecondazione di un ovulo da parte di pollini di tipo diverso.

## Il senso figurato
Assai più generalizzato, come detto, è invece l'impiego del termine nel suo senso figurato, generalmente negativo, di "aggiunta superflua". Lo si trova soprattutto in ambito linguistico o letterario (con valore vuoi di ridondanza, di pleonasmo o di ripetizione), ma ancor più nel linguaggio architettonico, dove superfetazione si usa per indicare un corpo di fabbrica o una costruzione aggiunta successivamente a un edificio già completo e che contrasta con lo stile artistico originario, come fosse un orpello o un fronzolo inutile.